# Le Jus d'orange
Pour l’article homonyme, voir Jus d'orange.
Pour plus de détails, voir Fiche technique et Distribution.
Le Jus d'orange (Апельсиновый сок) est un film russe réalisé par Andreï Prochkine, sorti en 2010,.

## Fiche technique
- Titre : Le Jus d'orange
- Réalisation : Andreï Prochkine
- Scénario : Ganna Sloutski, Maksim Fedoseiev
- Photographie : Vadim Youssov
- Musique : Mark Erman
- Décors : Sergueï Aguine, Elena Timochenkova
- Montage : Natalia Koutcherenko
- Durée : 93 minutes
- Date de sortie : 2010

## Distribution
- Ingeborga Dapkūnaitė :
- Mikhaïl Kozakov
- Lada Maris (ru)
- Andreï Panine
- Aleksandra Skachkova :
- Olga Yakovleva
- Alexandre Yatsenko[3]
- Mona El Shimi